# L'Espitalet (Òlt)
L'Espitalet (en francès Lhospitalet) és un municipi francès situat al departament de l'Òlt i a la regió d'Occitània.

## Demografia
| 1962                                       | 1968 | 1975 | 1982 | 1990 | 1999 | 2006 |
| ------------------------------------------ | ---- | ---- | ---- | ---- | ---- | ---- |
| 218                                        | 241  | 262  | 272  | 299  | 373  | 441  |
| Des de 1962: població sense dobles comptes |      |      |      |      |      |      |

## Administració
| Període | Identitat          | Partit |
| ------- | ------------------ | ------ |
| 2001-   | Jean-Claude Bessou | PRG    |